# 托林水电站
托林水电站位于中国西藏阿里地区札达县以东3公里的象泉河，至狮泉河镇400km，距新疆叶城1450km，距拉萨市2255km。工程所在地海拔高度3700～4000m，属河床式电站，它的装机容量为两台机组共800千瓦，年平均发电量为566万千瓦时。总投资3千3百万元。武警水电三总队第十四支队承建。2000年7月开工。